# Попа, Тома
Тома Попа (рум. Toma Popa, 20 апреля 1908 — 25 февраля 1962) — румынский шахматист.
Чемпион Румынии 1948 г.
В составе сборной Румынии участник официальной и неофициальной шахматных олимпиад (1935 и 1936 гг. соответственно). Также в 1946 и 1947 гг. в составе национальной сборной принимал участие в Балканиадах (в 1946 г. команда стала бронзовым призером соревнования; на обоих турнирах завоевал индивидуальные медали).
Участник международного турнира в Бухаресте (1949 г.).

## Спортивные результаты
| Год  | Город    | Соревнование                                                   | + | − | = | Результат | Место                     |
| ---- | -------- | -------------------------------------------------------------- | - | - | - | --------- | ------------------------- |
| 1935 | Бухарест | Чемпионат Румынии                                              |   |   |   |           | [ 4 ]                     |
|      | Варшава  | VI Олимпиада (сборная Румынии, запасной)                       | 3 | 7 | 5 | 5½ из 15  |                           |
| 1936 | Мюнхен   | Неофициальная шахматная олимпиада (сборная Румынии, 6-я доска) | 7 | 7 | 5 | 9½ из 19  |                           |
| 1946 | Белград  | Балканиада (сборная Румынии, 8-я доска)                        | 1 | 0 | 2 | 2 из 3    | Команда — 3-я, 2 на доске |
| 1947 | София    | Балканиада                                                     | 1 | 1 | 0 | 1 из 2    | 2 на доске                |
| 1948 | Бухарест | Чемпионат Румынии                                              |   |   |   |           | 1                         |
| 1949 | Бухарест | Международный турнир                                           |   |   |   | [ 7 ]     |                           |